# Forloren hare
Forloren hare er en madret, der består af et ovnstegt farsbrød. Farsen kan fremstilles af hakket svinekød eller hakket kalv/flæsk. Traditionelt lægges røget spæk på farsbrødet, men nyere opskrifter benytter ofte bacon. For at understrege rettens karakter af "vildt" krydres ofte med eksempelvis enebær og serveres med ribsgelé, asier m.v. Der er dog mange varianter af retten.
En anden såkaldt forloren ret er forloren skildpadde.
Mindre kendt er forloren and, der er svinemørbrad fyldt med svesker og æbler.